# Braničevski upravni okrug
Braničevski upravni okrug (ćirilično: Браничевски управни округ) se nalazi u sjeveroistočnom dijelu Srbije. 

## Općine
Braničevski upravni okrug sastoji se od osam općina.
Općine su:
- Veliko Gradište
- Požarevac
- Golubac
- Malo Crniće
- Žabari
- Petrovac na Mlavi
- Kučevo
- Žagubica

## Stanovništvo
Prema podacima iz 2002. godine, stanovništvo čine:
- Srbi= 174,818 (87.2 %)
- Vlasi = 14,083  (7.0 %)
- Romi = 3,188     (1.6 %)
- ostali =         (4.2 %)

## Razvoj stanovništva
| Godina | Stanovništvo |
| ------ | ------------ |
| 1948.  | 246 475      |
| 1961.  | 263 344      |
| 1971.  | 263 015      |
| 1981.  | 263 677      |
| 1991.  | 253 492      |
| 2002.  | 200 503      |

## Spomenici
Sredinom 19. stoljeća, u vrijeme osamostaljivanja srpske države, Požarevac postaje, pored Kragujevca, druga prijestolnica kneza Miloša Obrenovića. Knez Miloš Obrenović je još za života podigao sebi, u Požarevcu, spomenike: 
- crkvu (1819. godine), prenoćište - dvorac (1825. godine)
- novu čaršiju (1827. godine) i
- ergelu - Ljubičevo (1860. godine).

Kulturne znamenitosti Požarevca su: 
- Narodni muzej (prvi sagrađen nakon beogradskog)
- Etno park Tulba (jedinstveni muzej u prirodi)
- Galerija slika Milene Pavlović - Barili (poznate slikarice i pjesnikinje).